# Vincent Youmans
Vincent Millie Youmans (New York, 27 settembre 1898 – Denver, 5 aprile 1946) è stato un compositore statunitense.

## Biografia
Attivo soprattutto come autore di musiche per musical teatrali, ha collaborato con importanti parolieri e librettisti come Ira Gershwin, Otto Harbach, Oscar Hammerstein II, Irving Caesar, Anne Caldwell, Leo Robin, Howard Dietz, Clifford Grey, Billy Rose, Edward Eliscu, Edward Heyman, Harold Adamson, Buddy DeSylva e Gus Kahn.
Tra i musical da lui composti vi sono Hit the Deck, Wildflower, Mary Jane McKane, Lollipop, No, No, Nanette e Two Little Girls in Blue. 
Le sue musiche fanno parte anche dei film realizzati dai suoi spettacoli, anche se in diverse occasioni ha prodotto musiche originali per pellicole cinematografiche, come per Carioca (1933), Tutti in coperta (1955) e Tè per due (1950). In quest'ultimo film è presente il brano Tea for Two, da lui composto.
È deceduto a causa della tubercolosi all'età di 47 anni.
È stato inserito nella Songwriters Hall of Fame.

## Filmografia
- Carioca (Flying Down to Rio), regia di Thornton Freeland (1933)